# Villemur
 Villemur  (en occitano Vilameur) es una población y comuna francesa, situada en la región de Mediodía-Pirineos, departamento de Altos Pirineos, en el distrito de Tarbes y cantón de Castelnau-Magnoac.

## Demografía
| 109 | 134 | 168 | 170 | 191 | 197 | 186 | 172 | 157 | 144 | 150 | 152 | 158 | 148 | 155 | 144 | 150 | 136 | 132 | 129 | 118 | 101 | 101 | 92 | 106 | 89 | 80 | 80 | 84 | 63 | 62 | 58 | 64 |
| Para los censos de 1962 a 1999 la población legal corresponde a la población sin duplicidades (Fuente: INSEE [Consultar]) |     |     |     |     |     |     |     |     |     |     |     |     |     |     |     |     |     |     |     |     |     |     |    |     |    |    |    |    |    |    |    |    |